# Ascona
Ascona est une commune suisse du canton du Tessin.

## Géographie

Photo aérienne prise à 100 m par Walter Mittelholzer (1929).

Petit village de pêcheurs situé au bord du lac Majeur, Ascona s’est transformé, au début du XXe siècle, en un lieu de tourisme mondain et culturel, apprécié par les artistes intellectuels venus du Nord.
Ascona occupe un site symétrique à celui de Locarno par rapport au delta de la Maggia.

## Histoire
Habité depuis la préhistoire, Ascona était au Moyen Âge un important marché protégé par quatre châteaux aujourd’hui disparus.
Une vingtaine de tombes appartenant à une nécropole de l’époque entre l’âge du bronze et celui du fer ont été mises au jour en 1950.
Vers 1250, deux illustres familles milanaises, les Carcani et les Griglioni, s’établirent à Ascona après avoir fui la capitale lombarde en raison des troubles qui y régnaient.
Les Confédérés contrôlèrent Ascona à partir de 1513. En 1803, le canton du Tessin entra dans la Confédération.

## Le Monte Verità
Le Monte Verità est une colline située au-dessus d’Ascona. Tout à la fin du XIXe siècle, un petit groupe de personnes mené par le fils d'un industriel anversois, Henri Oedenkoven (1875-1935) et sa compagne, la pianiste et féministe allemande Ida Hofmann (1864-1926), acheta la colline et se constituèrent en une communauté. Les fondateurs y pratiquèrent ensuite une vie proche de la nature, végétarienne et naturiste, prônant ouvertement l'amour libre. Ils restèrent sur le Monte Verità jusqu'en 1920 et partirent ensuite pour le Brésil,,.
La colline devint alors le lieu de rencontre de célèbres penseurs et artistes, comme Hermann Hesse, Bruno Goetz, Carl Gustav Jung ou Erich Mühsam, puis Gilbert Durand, Henry Corbin, Gershom Sholem et bien d'autres, qui animèrent également le cercle Eranos, qui se réunissait non loin de là, au bord du lac Majeur, dans la Casa Eranos.
En 1989, fut créée la fondation Monte Verità, en collaboration avec l'École polytechnique fédérale de Zurich, qui exploite désormais un centre scientifique organisant régulièrement des séminaires. On peut voir aujourd’hui sur le site le bâtiment de la fondation Eranos qui, sur une base d'inspiration Bauhaus, est prolongé d'une vaste verrière. Le parc est agrémenté de sculptures de Jean Arp, ainsi que de pièces orientales. On trouve enfin les traces des installations de la fin du XIXe siècle.

## Transports

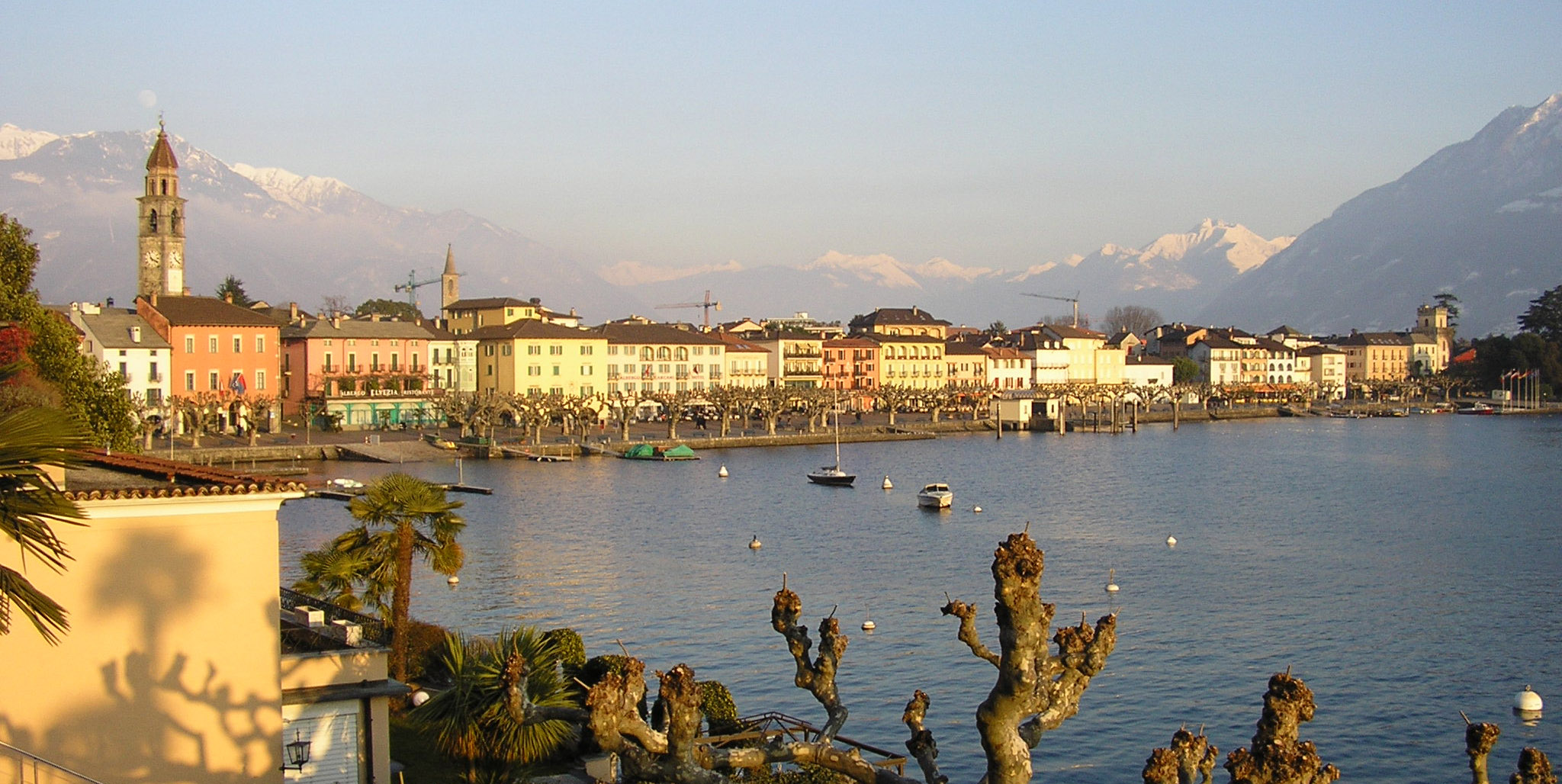
Ascona en hiver.

- Lignes de bus pour Tenero, Locarno et Brissago.
- Autoroute cantonale A13 (contournement de Locarno).
- Route principale 13 .

## Culture et patrimoine

### Héraldique
| Blason | Blasonnement : D'azur aux deux clés d'argent en sautoir surmontées de la tiare papale du même. |

### Folklore et manifestations
- Semaines musicales d'Ascona (it) Site du festival
- JazzAscona, festival de jazz New Orleans Site du festival
- Ticino Musica, concours international pour jeunes musiciens (en + de + it) Site du concours

### Personnalités
- Charlotte Bara, danseuse.
- Le bienheureux Pierre Berno (c.1552-1583), prêtre jésuite, martyr de Salsette (Goa), est né à Ascona.
- Walter Helbig, peintre, graveur, graphiste, s'installe à Ascona en 1924 et y réside jusqu'à sa mort[8]
- Boris Luban-Plozza (de), professeur de médecine, fondateur du centre de rencontres internationales Balint, à Ascona.
- Erich Mühsam, écrivain anarchiste.
- Gaetano Matteo Pisoni (1713-1782), architecte.
- Carl Weidemeyer (de), artiste.
- Wladimir Vogel, compositeur.
- Eduard von der Heydt (de).
- Ursula von Wiese (de), femme de lettres, auteur de "Neun in Ascona", un livre qui fit scandale.
- Mary Wigman, danseuse.
- Helmut Zacharias, violoniste allemand.
- Marianne von Werefkin, artiste peintre expressionniste, morte en 1938 et enterrée à Ascona.

### Monuments et curiosités
- Musée communal d'art moderne
- Musée Epper
- Église Santa Maria de la Miséricorde, construite entre 1399 et 1442, qui conserve l'un des cycles de fresques tardo-gothiques les plus importants de Suisse
- Maison Serodine, construite vers 1620

Ascona fait partie depuis 2017 de l'association Les plus beaux villages de Suisse.

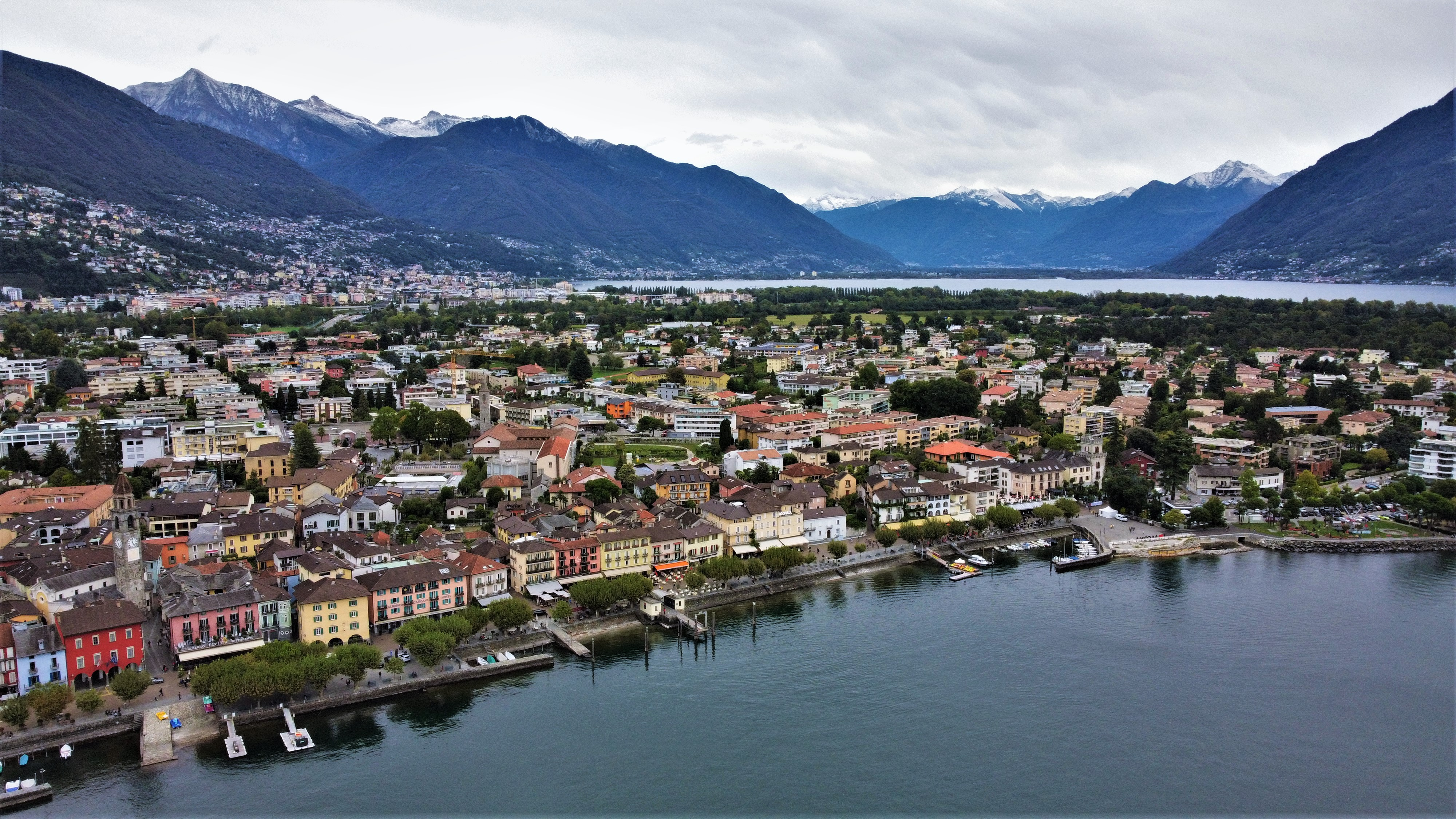
Vue aérienne d'Ascona au bord du lac Majeur

Ascona a été utilisé durant 18 ans pour désigner un modèle de berline moyenne de la gamme Opel.

## Écoles
- Collège religieux Papio, construit en 1584 et abritant l’une des plus belles cours de style Renaissance de Suisse Site du collège